# Choriplax grayi
Choriplax grayi is een keverslakkensoort uit de familie van de Choriplacidae. De wetenschappelijke naam van de soort is voor het eerst geldig gepubliceerd in 1864 door H. Adams & Angas.